# Zsedényi Aladár
Zsedényi Aladár, teljes nevén: Zsedényi Aladár Ernő (Szabadka, 1874. július 18. – Pécel, 1938. június 14.) tanító, hírlapíró és zeneszerző.

## Élete
Hutka János és Zvorényi Ludmilla fiaként született, vallása evangélikus. Tanulmányai végeztével vidéki hírlapoknál dolgozott és 1897-től fővárosi tanító és több lap dolgozótársa volt. A bácskaiak című darabját előadták az Urániában. 1899. július 5-én Budapesten, a Józsefvárosban feleségül vette a római katolikus vallású Schneider Ilona Berta tanítónőt, Schneider János és Nagy Ilona lányát.
1933-ban elvált feleségétől, s 1934. április 17-én újranősült: Budapesten vette el a szintén elvált római katolikus vallású Szabó Franciskát, Szabó Gyula és Majerhoffer Franciska lányát.

## Munkái
- Trics-tracs. Apróságok a társas életből. Budapest, 1896
- Becsület és jellem (Bácskai históriák I.). Budapest, 1899
- A mi vármegyénk (Bácskai históriák II.). Budapest, 1901
- A Csicsa (Bácskai históriák III). Budapest, 1902
- Utazás az óradíjtól az utolsó quinquenniumig. Budapest, 1903
- Kapaczitások. Budapest, 1904
- Panoptikum. Budapest, 1904
- Ott túl a rácson. A garnizonok titkai. Budapest, 1906
- Segítség! (melodráma, zenéjét is ő szerezte). Budapest, 1906
- A hadsereg és a honvédség. Budapest: Hornyánszky Ny., 1906
- Szabadságharczunk (az Uránia felolvasásai). Budapest, 1907
- Vörös cseppek: Károlyitól Bethlenig: korrajz. Pest: Hollóssy Ny., 1925
- A nóta bölcsőjétől a cigány vonójáig. Budapest: Légrády, 1931